# Кастеларо (Терамо)
Кастеларо (итал. Castellaro) је насеље у Италији у округу Терамо, региону Абруцо.
Према процени из 2011. у насељу је живело 73 становника. Насеље се налази на надморској висини од 517 м.